# Slovensk Superliga i håndbold (kvinder)
Slovensk Superliga i håndbold er kvindernes toprække i håndbold i Slovenien.

## Liste over vindere
- 1991–92 Olimpija
- 1992–93 Olimpija
- 1993–94 Olimpija
- 1994–95 Krim
- 1995–96 Krim
- 1996–97 Krim
- 1997–98 Krim
- 1998–99 Krim
- 1999–2000 Krim
- 2000–01 Krim
- 2001–02 Krim
- 2002–03 Krim
- 2003–04 Krim
- 2004–05 Krim
- 2005–06 Krim
- 2006–07 Krim
- 2007–08 Krim
- 2008–09 Krim
- 2009–10 Krim
- 2010–11 Krim
- 2011–12 Krim
- 2012–13 Krim
- 2013–14 Krim
- 2014–15 Krim
- 2015–16 Zagorje
- 2016–17 Krim
- 2017–18 Krim
- 2018–19 Krim

| Klub     | Titler | Vundne år |
| -------- | ------ | --- |
| Krim     | 24     | 1995, 1996, 1997, 1998, 1999, 2000, 2001, 2002, 2003, 2004, 2005, 2006, 2007, 2008, 2009, 2010, 2011, 2012, 2013, 2014, 2015, 2017, 2018, 2019 |
| Olimpija | 3      | 1992, 1993, 1994 |
| Zagorje  | 1      | 2016 |